# 윌콕슨 부호-순위 검정
윌콕슨 부호-순위 검정(Wilcoxon signed-rank test)은 자료 표본을 기반으로 모집단의 위치를 검정하거나 두 개의 일치 표본을 사용하여 두 모집단의 위치(location parameter)를 비교하는 데 사용되는 통계적 가설 검정을 위한 비모수 순위 검정(rank test)이다.

## 같이 보기
- 비모수 통계
- 부호 검정
- 만-위트니 U 검정
- 크러스컬-월리스 검정
- 프리드먼 검정
- 모수(parameter)